# Nikolaya Ostrovskogo
Nikolaya Ostrovskogo (del ruso: Николая Островского) es un posiólok del raión de Yeisk del krai de Krasnodar, en Rusia. Está situado en las tierras bajas de Kubán-Azov, en la península de Yeisk, 28 km al sur de Yeisk y 164 km al noroeste de Krasnodar, la capital del krai. Tenía 478 habitantes en 2010.
Pertenece al municipio Yéiskoye.